# Ejército Continental

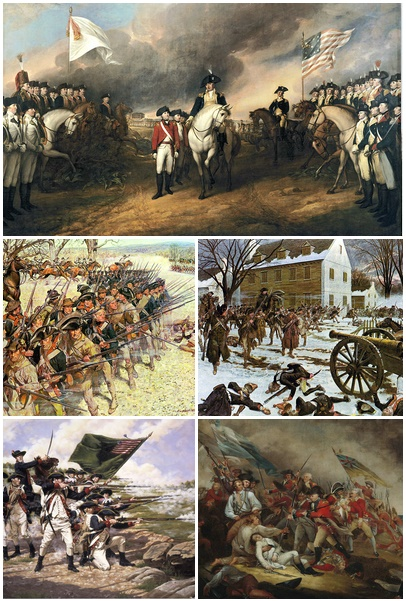
Diferentes batallas en la que intervino el Ejército Continental.

El Ejército Continental fue el ejército formado tras el estallido de la Guerra de Independencia de los Estados Unidos por las 13 colonias que más tarde se convirtieron en los Estados Unidos de América. Establecido por una resolución del Congreso Continental el 14 de junio de 1775 como un servicio paramilitar, creado para coordinar los actos militares de las Trece Colonias en su lucha contra Gran Bretaña. El general George Washington fue el Comandante en Jefe del Ejército Continental durante la Guerra. 
La mayor parte del Ejército Continental fue disuelto el 2 de junio de 1784 después del Tratado de París con el que la guerra terminó. Las unidades de soldados restantes, posiblemente, formaron el núcleo de lo que se convertiría luego en el Ejército de los Estados Unidos.

## Creación

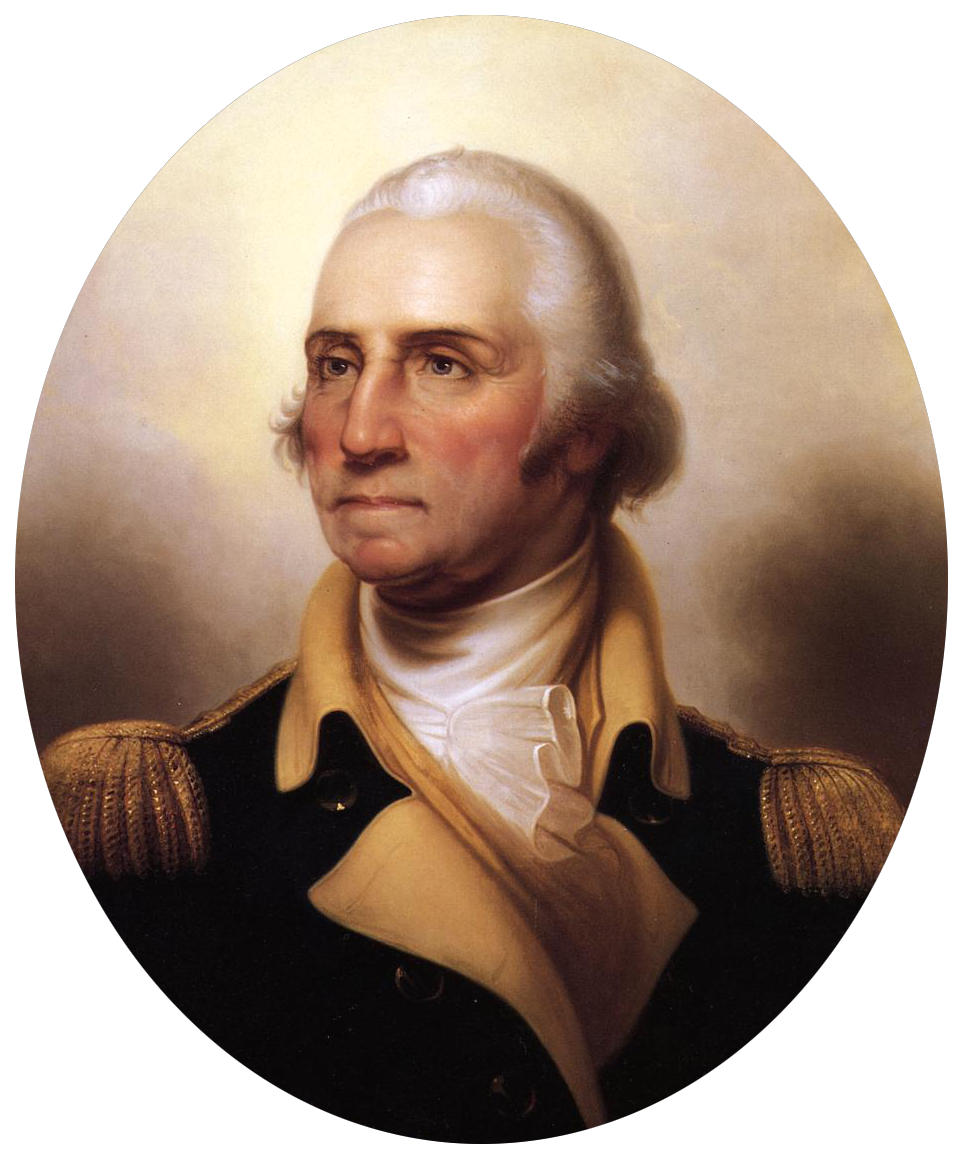
George Washington fue elegido como comandante en jefe del Ejército Continental el 15 de junio de 1775.

Cuando la Guerra de Independencia se inició con las batallas de Lexington y Concord en abril de 1775, los insurgentes coloniales no tenían un ejército. Anteriormente para su defensa, cada colonia se había basado en la milicia (Conjunto de voluntarios armados no pertenecientes a un ejército regular), formada por ciudadanos-soldados a tiempo parcial o por la creación temporal de "regimientos provinciales", para la defensa local durante convulsiones específicas, como la guerra franco-india, por ejemplo. Con el aumento de las tensiones con Gran Bretaña en años previos a la guerra, los colonos comenzaron a reformar sus milicias en preparación para el posible conflicto. La formación y entrenamiento de milicianos aumentó después de la aprobación de las "Leyes Intolerables" en 1774. Colonos, como Richard Henry Lee, propusieron la creación de una fuerza de milicia nacional, pero el Primer Congreso Continental rechazó la idea. Después de las batallas de Lexington y Concord, miles de los milicianos de Nueva Inglaterra, se reunieron para oponerse a las tropas británicas que habían sido reprimidas en Boston. 
El 23 de abril de 1775, el Congreso Provincial de Massachusetts autorizó la creación de un ejército colonial que constaba de 26 regimientos, seguido poco después de fuerzas similares, pero más pequeñas, levantadas en New Hampshire, Rhode Island, y Connecticut. El 14 de junio de 1775, el Segundo Congreso Continental decidió seguir adelante con la creación de un ejército continental para fines de defensa común, adoptando las fuerzas ya establecidas fuera de Boston (22.000 soldados) y Nueva York (5.000). También se crearon las primeras 10 compañías de tropas continentales en un año de alistamiento, fusileros de Pensilvania, Maryland y Virginia fueron utilizados como infantería ligera, que más tarde se convirtió en el regimiento primero del Ejército Continental en 1776. El 15 de junio, el Congreso eligió a George Washington como comandante en jefe por unanimidad. Él aceptó y desempeñó el cargo durante toda la guerra sin ninguna compensación, excepto el reembolso de los gastos.
Cuatro Mayores Generales (Artemis Ward, Charles Lee, Philip Schuyler, e Israel Putnam) y ocho generales de brigada (Seth Pomeroy, Richard Montgomery, David Wooster, William Heath, Joseph Spencer, John Thomas, John Sullivan, y Nathanael Greene) fueron nombrados en el curso de unos pocos días.